# Spider-Gwen
Spider-Gwen (también titulada Ghost-Spider y Gwenom) es una serie de cómics en curso publicada por Marvel Comics que comenzó en febrero de 2015. La serie gira en torno a Gwen Stacy de Tierra-65, una versión del universo alternativo de Gwen Stacy que debutó en Edge of Spider-Verse #2 como parte de la historia de Spider-Man de 2014-2015 "Spider-Verse". Spider-Gwen explora un universo donde Gwen Stacy fue mordida por la araña radiactiva en lugar de Peter Parker, lo que la llevó a una carrera como la Spider-Woman de su mundo.

## Historial de publicaciones
Una Gwen Stacy impulsada por una araña fue imaginada por primera vez por el veterano escritor de Spider-Man, Dan Slott, para la historia de "Spider-Verse" de 2014-15. Sin embargo, su concepto inicial fue muy diferente al publicado, que fue principalmente trabajo de los creadores de Spider-Gwen, Jason Latour y Robbi Rodriguez.
En octubre, Nick Lowe anunció en la New York Comic Con 2014 que Spider-Gwen, la favorita de los fanáticos y que fue presentada en "Spider-Verse", tendría su propia serie después de mucha demanda.
El primer volumen terminó después del quinto número y el personaje pasó al segundo volumen de Spider-Verse como parte de la historia de "Secret Wars". Después de la conclusión de esa historia, un segundo volumen del mismo equipo creativo comenzó con el número 1 como parte del sello All-New, All-Different Marvel de Marvel.
Tras la salida de Latour y Rodríguez, Marvel lanzó una nueva serie titulada Spider-Gwen: Ghost-Spider, escrita por Seanan McGuire con lápices de Rosi Kämpe, y posteriormente Takeshi Miyazawa. Después de 10 números, la serie se relanzó simplemente como Ghost-Spider, que terminó después de 10 números adicionales. Bajo este equipo creativo, las historias presentaban a Gwen Stacy viajando de un lado a otro entre su dimensión natal, en la que su identidad era conocida públicamente, y la Tierra-616, en la que asiste a la universidad.
En 2022, se publicó una nueva serie limitada titulada Spider-Gwen: Gwen-Verse de Tim Seeley y Jodi Nishijima, en la que Stacy viaja en el tiempo junto con versiones alternativas de ella misma (inspiradas en otros héroes de Marvel) para corregir una interrupción en la línea de tiempo.

## Historia

### Antes deSpider-Gwen
Antes del comienzo de Spider-Gwen, la estudiante de secundaria Gwen Stacy fue mordida por una araña radiactiva. Esto le otorgó todos los poderes por excelencia de Spider-Man y Stacy comenzó su carrera como Spider-Woman. En su vida normal, comienza una relación con Peter Parker, forma un grupo de amigos con Parker y condena al ostracismo al nuevo estudiante Harry Osborn, de quien más tarde se revela que estaba enamorado de ella. Mientras tanto, Peter se enamora de Spider-Woman sin saber que ella es Stacy. El sufrimiento del acosado Peter empeora y, finalmente, crea una fórmula que lo convierte en un lagarto mutante.
En la noche del baile de graduación, después de ser acosado una vez más, se inyecta la fórmula y se transforma, volviéndose psicópata. Gwen Stacy se pone su disfraz de Spider-Woman y lucha contra Peter, derrotándolo y matándolo accidentalmente. Peter regresa a su forma humana en los brazos de Gwen, diciéndole que sólo quería "ser especial" como ella y animándola a darse cuenta de lo que ha hecho. Ella huye de la escena, creando la idea pública errónea de que Spider-Woman ha asesinado a Peter Parker y es una amenaza para la sociedad y preparando la serie Spider-Gwen.

### Volumen 0
Antes del evento Spider-Verse que presentó a Spider-Gwen, al padre de Stacy, George Stacy, se le ordenó, como capitán de la policía de Nueva York, cazar y detener a Spider-Woman, considerada una amenaza pública. La capitana Stacy, que desconoce la identidad secreta de Spider-Gwen, está más que feliz de hacerlo. Al enterarse de esto, Kingpin, uno de los jefes criminales más destacados de Nueva York, decide aliarse con Spider-Gwen—por razones inexplicables—y aparentemente hace que su abogado Matt Murdock (Daredevil en la Tierra-616, el universo principal de Marvel) envíe el asesino Aleksei Sytsevich para matar al Capitán Stacy. Gwen llega y salva a su padre, quien la acorrala a punta de pistola. Para evitar que le disparen, le revela a su padre que ella es Spider-Woman.
Después del evento Spider-Verse, Gwen vuelve a su vida normal de holgazanear de día y ser Spider-Woman de noche. Su padre pasa la investigación de Spider-Woman al detective Frank Castle. De repente, aparece el villano Buitre, trabajando en secreto para Kingpin, y causa problemas a Gwen (Spider-Ham aparece por un corto tiempo como una alucinación debido a un ataque). Gwen derrota al Buitre y, al final, lo encierran y Murdock continúa influyéndolo desde tras las rejas. Frank Castle aumenta sus esfuerzos contra Spider-Woman, volviéndose cada vez más despiadado. Castle finalmente establece la conexión con la identidad de Spider-Woman y solicita la ayuda de Kraven el Cazador para realizar un asedio a la casa Stacy. Castle y Kraven golpean brutalmente a Gwen después de que ella pone a su padre a salvo. El volumen concluye cuando Gwen decide oponerse a Castle y no huir más, tomándolo por sorpresa mientras él la desenmascara mientras intenta escapar.

### Volumen 1
Gwen no está segura de cuán segura es su identidad secreta mientras se esconde de su padre y espera recordar a Frank Castle. Sus problemas quedan a un lado cuando un Lagarto aparece en las calles, aparentemente habiendo tomado algo similar a la fórmula de Peter Parker. El perro del "archienemigo" de Spider-Gwen, Bodega Bandit, es devorado por el Lagarto. Siguiendo al Lagarto hasta la alcantarilla, Spider-Woman se encuentra con un grupo de Hombres Lagarto. La Capitana América de Tierra 65, Samantha Wilson, aparece para capturar también a los Lagartos y a Spider-Gwen. Gwen lucha contra CA mientras evita a los Lagartos. Gwen salva a CA de los Lagartos y se separan en buenos términos. Después de una breve charla con Jessica Drew de Tierra-616, Gwen y las Mary Janes van de campamento donde Harry Osborn hace una aparición sorpresa. Explica su conexión con S.H.I.E.L.D. y su motivo para perseguir a Spider-Woman. Aparece noches después con un traje mecánico verde acompañado por un ejército de robots naranjas para matar a Spider-Woman. Después de una larga batalla, Harry provoca una explosión para igualar el campo de juego. Mientras Gwen yace en el suelo, Harry bebe un frasco de la fórmula Lagarto y la desenmascara para su sorpresa. Después de una pausa en la pelea, que involucra una historia de George Stacy conversando con Matt Murdock, Gwen reanuda su pelea con un Harry Osborn ahora mutado con la ayuda de la Capitana América. Gwen finalmente convence a Harry de que está equivocado y le permite huir de S.H.I.E.L.D. Al final, Gwen se reconcilia con su padre y él renuncia a su trabajo.

### Volumen 2
Tras los acontecimientos de Spider-Women, Gwen queda limitada a siete usos temporales de sus poderes, que puede activar a través de un dispositivo en su muñeca. Asiste a un concierto de rock con sus amigos y luego visita el Dollar Dog recientemente reconstruido. Mientras está allí, Frank Castle la ataca y no le queda otra opción. Usa uno de sus potenciadores para derrotarlo, antes de huir de la escena y pasar la noche en casa de su padre. Al día siguiente, Gwen y su padre son atacados por Kraven el Cazador y Frank Castle. Durante la pelea, Kraven daña el dispositivo de Gwen y, aunque ella y su padre escapan, Frank Castle se lleva uno de los seis potenciadores que le quedan.
Después de que Reed Richards de Tierra 65 repare su dispositivo, Gwen se viste y se prepara para ir tras Frank Castle. En una intensa pelea, Frank Castle logra escapar y, después de acudir en su ayuda, el padre de Gwen se entrega por ayudar a Spider-Woman. Dos semanas después, Matt Murdock, Kingpin de Tierra 65, se acerca a Gwen y le hace un trato. Él defenderá a su padre en la corte como abogado, pero a cambio, Spider-Women trabajará para él. Para celebrar Halloween y dejar de pensar en sus problemas, Gwen y sus amigos van a pedir dulces y exploran un carnaval abandonado. Aquí, Gwen se enfrenta a un Peter Parker zombificado, que la critica por sus fracasos. Sin embargo, se revela que se trata de una alucinación causada por un gas extraño.

## Personajes
- Gwen Stacy / Spider-Woman / Spider-Gwen / Ghost-Spider – Una variación de Gwen Stacy que fue mordida por la araña radiactiva que convirtió a Peter Parker en Spider-Man. Después de Spider-Verse, Gwen continúa lidiando con las secuelas de la muerte de Peter después de su ataque como Lagarto, sintiéndose culpable por la muerte de Peter mientras el público la tilda de su asesino.
- George Stacy – El Capitán de NYPD quién es el padre de Gwen. Tras la muerte de Peter, George es nombrado jefe del grupo de trabajo para arrestar a Spider-Woman. Sin embargo, después de que Spider-Woman lo salvó del Rhino y reveló que no era otra que Gwen, George intenta ayudarla y protegerla en la medida de lo posible.[6]

### Villanos
- A.I.M. - Una organización criminal.
  - M.O.D.A.A.K. – Abreviatura de Mental Organism Designed As America's King, M.O.D.A.A.K. es una variación de M.O.D.O.K. creada por A.I.M.[7] Latour basó la apariencia y el tono de este personaje en el entonces candidato presidencial estadounidense Donald Trump.[8]
- Bodega Bandit – Bodega Bandit es un delincuente de poca monta que fue detenido muchas veces por Spider-Woman. Tenía un perro llamado Bandito que luego fue devorado por un Lagarto. Spider-Woman lo compensó dándole un hámster llamado Pine Cone.[9]
- Frank Castle – El capitán del grupo de trabajo sobre crímenes especiales de NYPD que sucede a George Stacy como jefe de la investigación sobre Spider-Woman, debido a que George fue relevado de su cargo por el alcalde Jameson. Castle demuestra ser un individuo frío y brutal, con tendencias nihilistas y una mente única cuando se trata de impartir justicia.[9]
- Doctorangutan – Un orangután inteligente.[10]
- La Mano - Una organización ninja.
  - Matt Murdock / Kingpin – En esta realidad, Matt Murdock es el abogado de Wilson Fisk que fue entrenado por Stick y más tarde por la Mano, sirviendo como Kingpin del Crimen. La causa de su ceguera es la misma que la de su homólogo de Tierra-616.[6]
  - Rhino – En esta realidad, Aleksei Sytsevich es un mercenario de piel gris y cabello azul que Kingpin una vez contrató para matar a George Stacy.[6]
- El Comandante Koala – El koala enmascarado, la amenaza armamentista de Nueva York. En retrospectiva, este personaje tuvo poco juicio al crear armas vivientes.[7]
- Kraven el Cazador – Un cazador alistado por Frank Castle.[7]
- Peter Parker / El Lagarto – La vida de Peter refleja en gran medida la de su homólogo de Tierra-616, pero nunca fue mordido por una araña. Era el mejor amigo de Gwen Stacy y los matones lo atormentaban regularmente. Como resultado de esto último, Peter había comenzado a desarrollar un complejo de inferioridad y una obsesión con Spider-Woman después de su aparición, queriendo volverse "especial" como ella. Finalmente se inyectó un suero que lo convertiría en el Lagarto y entraría en conflicto con Spider-Woman. Durante su pelea, Peter sufre fatalmente bajo la tensión física de los ataques de Spider-Woman y del suero, lo que resulta en su muerte y Spider-Woman obtiene un estatus criminal, ya que fue culpada de matarlo. La muerte de Peter sirve como principal catalizador de muchos de los desafíos que enfrenta Gwen a lo largo de los cómics.[6]
- Harry Osborn / El Duende Verde / El Lagarto – En esta realidad, Harry vio cómo Spider-Woman mataba a golpes a su mejor amigo Peter Parker. Su intenso sentimiento de culpa lo lleva a unirse y posteriormente traicionar a S.H.I.E.L.D. en su búsqueda para matar a Spider-Woman. Durante el arco de la historia "Radioactive" en los cómics, Harry regresa a la vida de Gwen y luego lucha contra Spider-Woman con un súper traje y un planeador. Después de que Harry se inyecta la fórmula del Lagarto, descubre que Spider-Woman es Gwen Stacy y está consumido por la ira. Finalmente, escapa y ahora huye de S.H.I.E.L.D.
- Wilson Fisk – Un mafioso que fue arrestado por George Stacy hace años y todavía está en prisión, pero aparentemente todavía dirige su imperio criminal con su abogado, Matt Murdock, como su representante como Kingpin. Finalmente se revela que Murdock es el verdadero Kingpin, con Fisk como su chivo expiatorio.[11]
- S.I.L.K. – Una organización terrorista que se escindió de S.H.I.E.L.D.[12]
  - Cindy Moon – La directora multimillonaria de S.I.L.K. La vida de Cindy refleja en gran medida la de su contraparte de Tierra-616, hasta el punto en que un periódico mató a una araña que casi la muerde. En algún momento, S.H.I.E.L.D. reclutó a Cindy y ella comenzó a investigar sobre las arañas. Cindy curó a su compañera agente Jesse Drew del envenenamiento por radiación, y ambos decidieron rebelarse contra S.H.I.E.L.D. En una pelea con la Capitana América, una de las arañas que desarrolló Cindy se soltó y escapó a la naturaleza, donde llegaría hasta Gwen Stacy.[12]
  - Jesse Drew – exagente de S.H.I.E.L.D. y la versión Tierra-65 de Jessica Drew / Spider-Woman que se puso del lado de Cindy Moon después de que ella lo curó de su envenenamiento por radiación. Como miembro de S.I.L.K., Jesse Drew opera como la Agente 77.[12]
  - Otto Octavius – Un científico que trabaja para S.I.L.K.[12]
  - Proyecto Verde – En esta realidad, el Super-Adaptoide se conocía como Proyecto Verde.[12]
- Adrian Toomes / El Buitre – Un ex empleado de Oscorp que atacó a agentes de policía. Esta versión segrega una nube de gas verde por donde pasa.[9]
- Susan y Johnny Storm – En esta realidad, los Gemelos Storm (inspirados en Cersei y Jaime Lannister, interpretados respectivamente por Lena Headey y Nikolaj Coster-Waldau en Game of Thrones) son ex estrellas infantiles convertidas en influencers protagonistas de comedia de la popular serie de televisión Los Cuatro Fantásticos. Compartiendo en secreto una relación incestuosa y manipuladora, ambos hermanos desaparecen públicamente en un viaje a Latveria mientras, de hecho, seducen y manipulan al benévolo gobernante latveriano Victor Von Doom en el transcurso de cinco años para otorgarles superpoderes, antes de que Susan lo asesine y tome su lugar como Doctor Doom, convirtiendo a Latveria en una dictadura bajo su mando. Cuando los hermanos regresan a Nueva York, asesinan a su propia madre, antes de chantajear a Gwen Stacy para que abandone la realidad de su hogar, tomando el control del inframundo criminal mientras se hacen pasar por vigilantes para "detener" los crímenes que ellos mismos instigaron.[13]

### Otros personajes
- Ben Grimm – En esta realidad, Ben Grimm es un oficial de policía de la policía de Nueva York.[9]
- Ben Parker – El tío de Peter Parker que todavía está vivo en esta realidad y es vecino de la familia Stacy. Aunque Ben se comporta en gran medida de la misma manera que su contraparte en la Tierra-616, podría decirse que está entre los más afectados por la muerte de Peter, aparte de Gwen, y por lo tanto alberga una gran ira y resentimiento, especialmente con respecto a Spider-Woman.[14]
- Samantha Wilson / Capitana América – En esta realidad, la Capitana América es una piloto que pasó por el Proyecto Renacimiento después de que Steve Rogers, Bucky Barnes e Isaiah Bradley resultaran gravemente heridos por agentes dobles nazis.[15]
  - Sam 13 / Falcon – En esta realidad, Falcon es un clon masculino de la Capitana América, que tiene un compañero pájaro robótico llamado Redwing.[16]
- Felicia Hardy – En esta realidad, Felicia Hardy era una músico que planeaba vengarse de Matt Murdock por matar a su padre después de que este robó parte del dinero de Kingpin.[4]
- Foggy Nelson – Foggy Nelson es fiscal de distrito.[9]
- Isaiah Bradley – Era uno de los candidatos del Proyecto Renacimiento hasta que fue herido por agentes dobles nazis.[16]
- J. Jonah Jameson – El alcalde de la ciudad de Nueva York. Al igual que su homólogo de Tierra-616, Jameson es uno de los críticos más duros de Spider-Woman, y su campaña de desprestigio contra ella ganó mucho pedigrí tras la muerte de Peter Parker.[6]
- James Barnes – Era uno de los candidatos del Proyecto Renacimiento hasta que fue herido por agentes dobles nazis. Después de jubilarse más tarde, James Barnes tenía un centro médico que lleva su nombre.[16]
- Jean DeWolff – Detective del Grupo de Trabajo sobre Crímenes Especiales de la policía de Nueva York, es amiga cercana de George Stacy y está asociada con Frank Castle.[9]
- Las Mary Janes – Una banda de rock formada por Gwen y tres amigos cercanos, en la que la propia Gwen toca la batería.[6]
  - Mary Jane Watson – la cantante y guitarrista principal de la banda de Gwen, Las Mary Janes.[6]
  - Betty Brant – la bajista de Las Mary Janes que es compañera de cuarto de Gwen Stacy.[6]
  - Glory Grant – Miembro de Las Mary Janes.[6]
- May Parker – La tía de Peter Parker, vecina de la familia Stacy.[17]
- Norman Osborn – En esta realidad, Norman sigue siendo el director ejecutivo de Oscorp, pero parece ser mucho más benigno y benévolo que su homólogo en la Tierra-616. Se demuestra que se preocupa profundamente por Harry y ruega la ayuda de Spider-Woman para curarlo del suero Lagarto.
- Peggy Carter – En esta realidad, Peggy Carter es una operativa de la Reserva Científica Estratégica que supervisó el Proyecto Renacimiento. Más tarde, Peggy Carter se convirtió en la directora corrupta de S.H.I.E.L.D.[16]
  - Manji Logan – En esta realidad, Manji Logan es un asesino de S.H.I.E.L.D. y ex samurái inmortal y sujeto de pruebas de Arma X conocido como The Immortal Mr. Murderhands, enviado a cazar a Harry Osborn. Es un personaje compuesto de Manji de la serie manga Blade of the Immortal y Wolverine, que explora un mundo en el que el primero se había convertido en el segundo en lugar de James Howlett.[18]
- Randy Robertson – En esta realidad, Randy Robertson es un reportero del rock and roll.[9]
- Steve Rogers – El fue uno de los candidatos para el Proyecto Renacimiento hasta que fue herido por agentes dobles nazis. Más tarde, ilustró los cómics del "Capitán América".[15]
- La Pandilla de la Calle Yancy – La Pandilla de la Calle Yancy se muestra que apoya a Spider-Woman.[9]
  - Hobie Brown – Miembro de la Pandilla de la Calle Yancy.

## Recepción
Spider-Gwen ha recibido críticas positivas de los críticos. IGN dijo: "El nuevo cómic de Spider-Gwen tiene un comienzo sólido gracias a un tono moderno, una caracterización fuerte y un arte vibrante". Comic Book Resources dijo que el primer número fue "divertido, familiar, enérgico y estimulante, el arte es atractivo y el personaje no tiene más que potencial que ofrecer". "Spider-Gwen" #1 es más que un simple cómic con algo para todos; es un cómic con todo para todos."
Spider-Gwen #1 fue el tercer cómic más vendido en febrero de 2015, vendiendo más de 300.000 copias.

## Ediciones recopiladas

### Spider-Gwen
| #                                         | Título                                    | Material recolectado | Páginas   | Fecha de publicación | ISBN           |
| Paperback                                 | Paperback                                 | Paperback | Paperback | Paperback            | Paperback      |
| ----------------------------------------- | ----------------------------------------- | --- | --------- | -------------------- | -------------- |
| 0                                         | Most Wanted?                              | Edge of Spider-Verse #2, Spider-Gwen (vol. 1) #1–5 | 112       | noviembre de 2015    | 978-0785197737 |
| 1                                         | Greater Power                             | Spider-Gwen (vol. 2) #1–6 | 136       | mayo de 2016         | 978-0785199595 |
| Spider-Women                              | Spider-Women                              | Spider-Women Alpha #1, Silk (vol. 2) #7-8, Spider-Gwen (vol. 2) #7-8, Spider-Woman (vol. 6) #6-7, Spider-Women Omega #1 | 200       | julio de 2016        | 978-1302900939 |
| 2                                         | Weapon of Choice                          | Spider-Gwen (vol. 2) #9–13 | 112       | enero de 2017        | 978-0785199601 |
| 3                                         | Long Distance                             | Spider-Gwen (vol. 2) #14-15, Spider-Gwen Annual #1, All-New Wolverine Annual #1 | 112       | julio de 2017        | 978-1302903107 |
| Spider-Man/Spider-Gwen: Sitting in a Tree | Spider-Man/Spider-Gwen: Sitting in a Tree | Spider-Gwen (vol. 2) #16-18, Spider-Man (vol. 2) #12-14 | 136       | mayo de 2017         | 978-1302907624 |
| 4                                         | Predators                                 | Spider-Gwen (vol. 2) #19–23 | 112       | octubre de 2017      | 978-1302905965 |
| 5                                         | Gwenom                                    | Spider-Gwen (vol. 2) #24–29 | 136       | mayo de 2018         | 978-1302907648 |
| 6                                         | The Life of Gwen Stacy                    | Spider-Gwen (vol. 2) #30-34 | 112       | 2 de octubre de 2018 | 978-1302911928 |
| Hardcover                                 |                                           | |           |                      |                |
| 1                                         | Spider-Gwen Vol. 1                        | Edge of Spider-Verse #2, Spider-Gwen (vol. 1) #1–5, Spider-Gwen (vol. 2) #1–6 | 272       | febrero de 2017      | 978-1302903718 |
| 2                                         | Spider-Gwen Vol. 2                        | Spider-Gwen (vol. 2) #7-15, Spider-Gwen Annual #1, All-New Wolverine Annual #1 | 264       | enero de 2018        | 978-1302909000 |
| 3                                         | Spider-Gwen Vol. 3                        | Spider-Gwen (vol. 2) #16-23, Spider-Man (vol. 2) #12-14 | 248       | octubre de 2018      | 978-1302913694 |
| Graphic Novel Trade Paperback             |                                           | |           |                      |                |
| Spider-Gwen: Gwen Stacy                   | Spider-Gwen: Gwen Stacy                   | Edge of Spider-Verse #2, Spider-Gwen (vol. 1) #1–5, Spider-Gwen (vol. 2) #1–6 | 272       | octubre de 2019      | 978-1302919863 |
| Spider-Gwen: Amazing Powers               | Spider-Gwen: Amazing Powers               | Spider-Gwen (vol. 2) #9–15, Spider-Gwen Annual #1 and All-New Wolverine Annual #1 | 224       | junio de 2020        | 978-1302923723 |
| Spider-Gwen: Deal With The Devil          | Spider-Gwen: Deal With The Devil          | Spider-Gwen (vol. 2) #16-23, Spider-Man (vol. 2) #12–14 | 238       | abril de 2022        | 978-1302931650 |
| Spider-Gwen: Unmasked                     | Spider-Gwen: Unmasked                     | Spider-Gwen (vol. 2) #24-34 | 240       | noviembre de 2022    | 978-1302945251 |
| Omnibus                                   |                                           | |           |                      |                |
| Spider-Gwen Omnibus                       | Spider-Gwen Omnibus                       | Edge of Spider-Verse #2, Spider-Gwen (vol. 1) #1-5, Spider-Gwen (vol. 2) #1-34, Spider-Gwen Annual #1, All-New Wolverine Annual #1, Spider-Women Alpha and Omega, Silk (vol. 2) #7-8, Spider-Woman (vol. 6) #6-7 and Spider-Man (vol. 2) #12-14 | 1,224     | junio de 2021        | 978-1302930387 |

### Spider-Gwen: Ghost-Spider
| #                             | Título                                                 | Material recolectado                                                       | Páginas   | Fecha de publicación | ISBN           |
| Paperback                     | Paperback                                              | Paperback                                                                  | Paperback | Paperback            | Paperback      |
| ----------------------------- | ------------------------------------------------------ | -------------------------------------------------------------------------- | --------- | -------------------- | -------------- |
| 1                             | Spider-Gwen: Ghost-Spider Vol. 1 - Spider-Geddon       | Spider-Gwen: Ghost-Spider #1-4, Spider-Geddon: Ghost-Spider Video Comic #1 | 112       | 21 de mayo de 2019   | 978-1302914769 |
| 2                             | Spider-Gwen: Ghost-Spider Vol. 2 - The Impossible Year | Spider-Gwen: Ghost-Spider #5-10                                            | 136       | Sept 17, 2019        | 978-1302914776 |
| Graphic Novel Trade Paperback |                                                        |                                                                            |           |                      |                |
| Spider-Gwen: Ghost Spider     | Spider-Gwen: Ghost Spider                              | Spider-Gwen: Ghost-Spider #1-10, Spider-Geddon: Ghost-Spider Video Comic   | 240       | Agosto 2023          | 978-1302950101 |

### Ghost-Spider
| #                                 | Título                                  | Material recolectado                                                                              | Páginas | Fecha de publicación  | ISBN           |
| --------------------------------- | --------------------------------------- | ------------------------------------------------------------------------------------------------- | ------- | --------------------- | -------------- |
| 1                                 | Ghost-Spider Vol. 1 - Dog Days Are Over | Ghost-Spider #1-5                                                                                 | 112     | 18 de febrero de 2020 | 978-1302920128 |
| 2                                 | Ghost-Spider Vol. 2 - Party People      | Ghost-Spider #6-10                                                                                | 112     | 5 de enero de 2021    | 978-1302924706 |
| King in Black: Gwenom vs. Carnage | King in Black: Gwenom vs. Carnage       | King in Black: Gwenom vs. Carnage #1-3 and King in Black: Scream #1, King in Black: Spider-Man #1 | 136     | 17 de agosto de 2021  | 978-1302928117 |

### Spider-Gwen: Gwenverse
| # | Título                 | Material recolectado        | Páginas | Fecha de publicación    | ISBN           |
| - | ---------------------- | --------------------------- | ------- | ----------------------- | -------------- |
| 1 | Spider-Gwen: Gwenverse | Spider-Gwen: Gwenverse #1-5 | 128     | 22 de noviembre de 2022 | 978-1302934651 |